# 12 Flavor Songs ~Best Collaboration~
Albums de Anna Tsuchiya
Rule
(2010)
Compilations par Anna Tsuchiya
NANA BEST
(2007)
12 Flavor Songs ~Best Collaboration~ est la deuxième compilation d'Anna Tsuchiya en comprenant sa compilation avec Olivia Lufkin. L'album sort en format CD et CD+DVD. Il contient deux nouvelles chansons All Right Now et Is This Love?. Il arrive 104e à l'Oricon et reste classé une semaine pour un total de 1 141 exemplaires vendus.

## Liste des titres de l'album
| 1.  | Is This Love? (IS THIS LOVE?)              | avec Nanba Akihiro (HI-STANDARD)           | 3:48 |
| 2.  | All Right Now (ALL RIGHT NOW)              | feat. Matsumoto Tak & Yuichi "Aik" Ikuzawa | 4:56 |
| 3.  | Juicy Girl (JUICY GIRL)                    | feat. TheSAMOS                             | 4:26 |
| 4.  | Sweet Rishi Boy                            | Anna Tsuchiya mush up ☆Taku Takahashi      | 4:58 |
| 5.  | Ginger (GINGER)                            | feat. Monkey Majik                         | 2:32 |
| 6.  | Queen of the Rock (QUEEN OF THE ROCK)      | Tomoyasu Hotei vs Anna Tsuchiya            | 5:19 |
| 7.  | The Letter (THE LETTER)                    | Hoobastank feat Anna Tsuchiya              | 4:04 |
| 8.  | Crazy World                                | feat AI                                    | 3:40 |
| 9.  | Bangalicious                               | Ravex feat Anna Tsuchiya                   | 4:28 |
| 10. | Boushoku-kei Danshi!! (暴食系男子!!)       | PE'Z × Anna Tsuchiya                       | 3:51 |
| 11. | Checkmate (CHECKMATE)                      | mash up Anty the Kunoichi, Volta Masters   | 4:35 |
| 12. | Brave vibration ~Wicked Dancehall Version~ | mash up INFINITY 16                        | 3:34 |

| 1. | Is This Love?                        |  |
| 2. | Juicy Girl                           |  |
| 3. | Boushoku-kei Danshi!! (暴食系男子!!) |  |
| 4. | Crazy World                          |  |
| 5. | Ginger                               |  |